# Juan Carlos Echeverry
Juan Carlos Echeverry Garzón (Bogotá, 12 de septiembre de 1962)es un economista y académico colombiano.
Se desempeñó como Ministro de Hacienda y Crédito Público. También fue presidente de Ecopetrol y decano de la facultad de economía de la Universidad de los Andes.
El 6 de marzo del 2015, la Empresa Colombiana de Petróleo Ecopetrol, lo nombró presidente de la compañía, cargo que asumió el 6 de abril del mismo año cargo y que ejerció hasta el 17 de agosto de 2017, cuando presentó su renuncia formal ante el Gobierno Nacional. Echeverry es autor de la novela “En sitios más oscuros”, publicada por editorial Planeta en 2019.

## Primeros años y familia
Nacido en Bogotá D.C. en septiembre de 1962. Sus experiencias más formativas están ligadas a los llanos orientales sobre lo que escribió la novela "En Sitios Más Oscuros".   Luego de estudiar en el Colegio Champagnat de Bogotá, Echeverry Garzón se graduó como economista en 1983 de la Universidad de los Andes donde llegó a ser decano y profesor. Tiene un Ph.D. en Economía de New York University, tiene estudios en Economía Internacional en el Instituto de Economía Mundial, en Alemania, y de Filosofía de la Universidad Complutense de Madrid.
Está casado con la también economista Verónica Navas desde 2004 y tienen tres hijos: Gabriel, Gregorio y Julieta. Su esposa es también socia de EConcept, la empresa consultora fundada por Echeverry. Echeverry es el séptimo y último hijo de una familia originaria de Rionegro (Antioquia), Villahermosa (Tolima) y Ubaté (Cundinamarca). Su hermano Gonzalo hace parte de la Cámara de Comercio de Bogotá.

## Trayectoria
Echeverry Garzón ha sido asesor del proceso de desarrollo de África, asesor del Gobierno de Kazajistán, en temas de inversión pública y presupuesto, representante en Colombia de la consultora Latin Source-Global Source, una firma con sede en Nueva York, con presencia en nueve países de América Latina, al igual que China, Rusia y Turquía. Ha sido analista de CNN en Español, columnista del diario colombiano El Tiempo y director de Programación Macroeconómica e Inflación del Banco de la República de Colombia.
Fue director del Departamento Nacional de Planeación (DNP), donde trabajó en las posiciones de subdirector y director durante el gobierno de Andrés Pastrana. En el DNP compartió gabinete con Juan Manuel Santos, entonces ministro de Hacienda, con quien desarrolló diversas reformas que le permitieron al país salir de una grave crisis económica. Fue también consultor del Banco Interamericano de Desarrollo (BID) y miembro del equipo económico responsable por la estabilización macroeconómica y el ajuste fiscal entre 1998 y 2002 durante la administración del presidente Andrés Pastrana. Fue decano y profesor de Economía de la Universidad de los Andes.
Entre 2002 y 2010, se dedicó a la asesoría en temas económicos desde Econcept e integró varias juntas directivas en empresas privadas.

### Ministro de Hacienda
En julio de 2010, el presidente electo Juan Manuel Santos lo nombró ministro de Hacienda de Colombia y presidió la Junta Directiva del Banco de la República de Colombia a partir del 7 de agosto de 2010. Echeverry Garzón fue el asesor económico de Santos durante la campaña presidencial.
Según Echeverry al momento de recibir el cargo la economía Colombiana se encontraba en crecimiento y recuperándose con la industria y comercio uniéndose a la minería y la construcción. El consumo de las familias reaccionando paulatinamente, y la inversión creciente. La inflación, el frente cambiario y las tasas de interés en un estado estable sin desequilibrios sustanciales con excepción del fiscal, cuyas causas son bien entendidas por los mercados y por último la vulnerabilidad en las exportaciones a Venezuela.

### Campaña presidencial
Alcanzó a presentar firmas para ser candidato en Presidencia de Colombia en 2022, en 2022 renunció a su aspiración.

### Ecopetrol
Juan Carlos Echeverry fue CEO de Ecopetrol, la empresa petrolera estatal y la corporación más grande de Colombia (NYSE: EC). Durante su mandato, dirigió la empresa a través de un período retador de caída del precio internacional de petróleo;  logró eficiencias en costos y producción, y el crecimiento en la producción y las reservas (incluso en asociaciones con Petronas y Pemex) y desarrolló un marco para la regulación de las fuentes de energía no convencionales del país. Terminó con éxito el mega-proyecto de Reficar y lo puso a producir y crear valor, y a entregar combustibles limpios para la Costa Caribe de Colombia.  En 2016, bajo su dirección, Ecopetrol inició un proceso legal contra el contratista principal, Chicago Bridge & Iron Company (CB&I), buscando compensación por los costos adicionales incurridos. Este proceso culminó en junio de 2023, cuando un tribunal de arbitramento falló a favor de Reficar, ordenando a CB&I pagar más de 1.000 millones de dólares.

## Publicaciones
- Las Claves del Futuro. Economía y conflicto en Colombia. Juan Carlos Echeverry Garzón. Editorial Oveja Negra. 440 páginas. 2002
- ¿Quién Manda sobre las Cuentas Públicas? Inflexibilidad presupuestal en Colombia, Argentina, México y Perú. Juan Carlos Echeverry, Jorge A Bonilla, Andrés Clavijo, Leopoldo Fergusson, Andrés Moya, Verónica Navas, Pablo Querubín. CEDE-Universidad de los Andes. 229 páginas. 2008
- El transporte como soporte al desarrollo de Colombia Una visión al 2040. Jorge Acevedo, Juan Pablo Bocarejo, Germán C Lleras, Juan Carlos Echeverry, Germán Ospina, Álvaro Rodríguez. Cede Universidad de los Andes. 299 páginas. 2009
- La Historia Repetida: Economía, Política y Burocracia en Colombia durante el siglo XIX. Juan Carlos Echeverry, María del Pilar López y Miguel Espinosa. 382 páginas. Por publicar. 2012
- En Sitios Más Oscuros. Juan Carlos Echeverry Garzón. Editorial Planeta. 155 páginas. 2019
- Un Año de Soledad. Crónicas y Lecciones de un Político Primiparo. Juan Carlos Echeverry Garzón. Editorial Planeta. 247 páginas. 2022
- Salvar a Ecopetrol. Liderazgo en Tiempos de Crisis. Juan Carlos Echeverry Garzón. Editorial Paidos. 288 páginas. 2023